# Crown International
Crown International (kurz Crown Audio oder Crown) ist ein US-amerikanischer Hersteller von Audioelektronik hauptsächlich für den professionellen Tontechnikmarkt.

## Geschichte

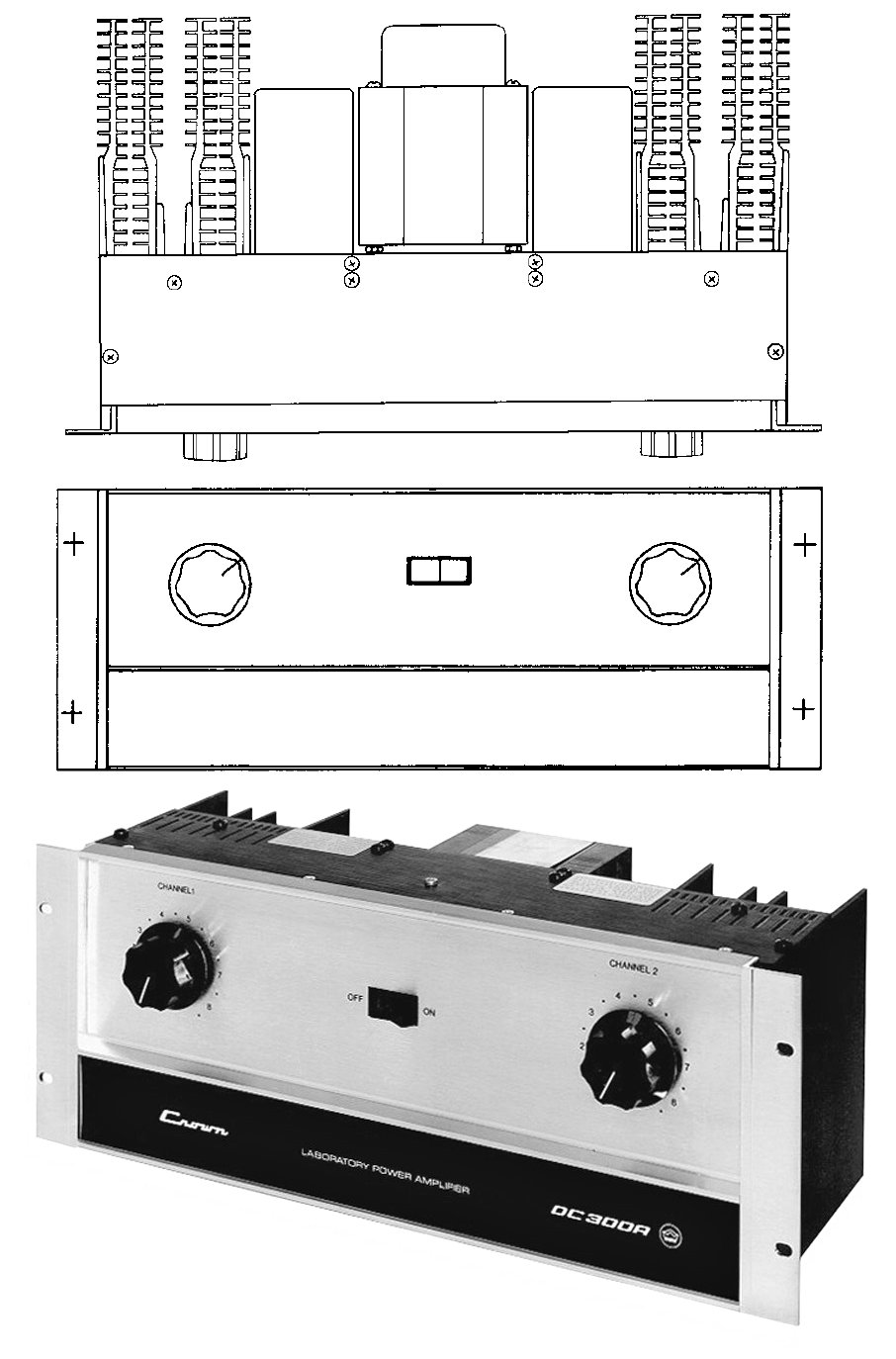
Der DC300A, ein Audioverstärker von Crown (1967).

Das Unternehmen wurde im Jahr 1947 von Clarence C. Moore (1904–1979) und seiner Ehefrau Ruby (1913–2002) in Elkhart (Indiana) als International Radio and Electronics Corporation (IREC) gegründet. Als erste Produktionsstätte diente ein ehemaliger Hühnerstall. Zu den frühen Erzeugnissen gehörten besonders robuste Tonbandgeräte. Zum Aufstieg des Unternehmens trug Moore auch durch zahlreiche Erfindungen bei, wie beispielsweise das weltweit erste Tonbandgerät mit integrierter Endstufe. Seine Ehefrau Ruby schlug vor, den ihrer Meinung nach viel zu lang geratenen Firmennamen drastisch zu kürzen und sie stattdessen einfach nur Crown zu nennen. Ihr Mann stimmte zu. In den folgenden Jahrzehnten entwickelte sich eine renommierte Firma mit Schwerpunkt auf Leistungsverstärkern beispielsweise für Kinos sowie Mikrofone für professionelle Anwendungen.
Im März 2000 wurde Crown von Harman Professional mit Hauptsitz in Northridge (bei Los Angeles) übernommen, die ihrerseits Teil von Harman International Industries sind, einem führenden Hersteller von High-Fidelity-Audioprodukten für den Automobil-, Heim- und professionellen Markt. Seit 2017 gehört Crown zum südkoreanischen Elektronikkonzern Samsung Electronics. Im März 2018 wurde der Hauptsitz in Elkhart geschlossen und die Forschungs- und Entwicklungsabteilung mit etwa zweihundert Entwicklungsingenieuren in den mexikanischen Bundesstaat Querétaro verlegt, wo ein etwa 2000 m² großes neues Entwicklungslabor gebaut worden ist.